# Postos administrativos de Moçambique

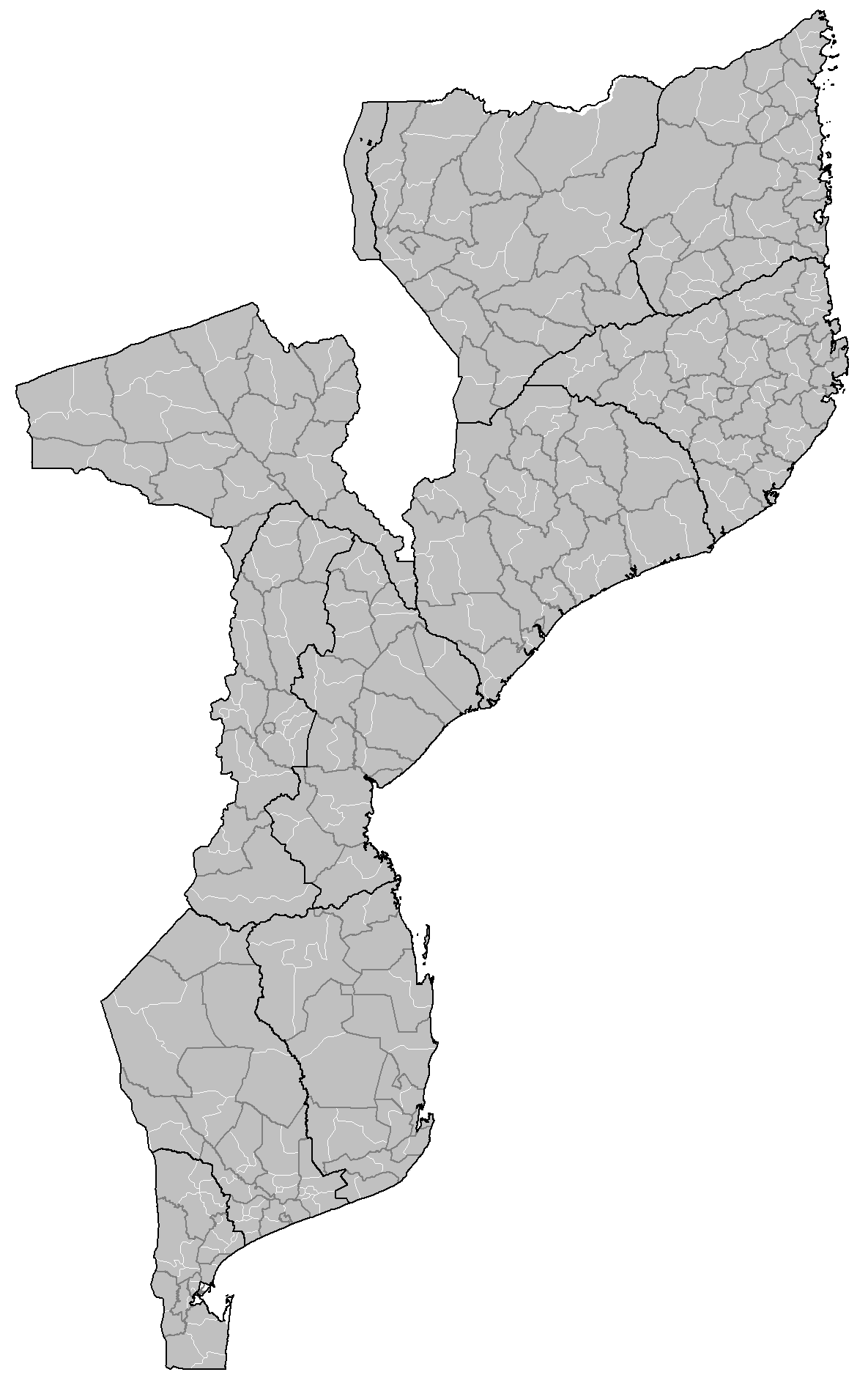
Postos Administrativos de Moçambique

Os distritos de Moçambique são divididos em 419 postos administrativos. Cada posto é dirigido por um chefe de posto, nomeado pelo ministro da tutela.
Os postos administrativos são por sua vez divididos em localidades.